# 林奇堡 (南卡罗来纳州)
林奇堡（英文：Lynchburg），是美国南卡罗来纳州下属的一座城市。城市类型是“Town”。其面积大约为1.13平方英里（2.93平方公里）。根据2010年美国人口普查，该市有人口373人，人口密度约为每平方 英里329.51人（约合每平方公里127.23人）。